# Bataille de São Mamede
La Bataille de São Mamede est une bataille livrée le 24 juin 1128 (julien) ou le 1er juillet 1128 (grégorien) entre Alphonse Henriques et les troupes des barons portugais contre les forces du comte galicien, Fernando Pérez de Traba, amant de sa mère, la comtesse Thérèse de León, qui a tenté d'imposer son pouvoir sur le Comté de Portugal. Les deux factions se sont affrontées dans le champ de São Mamede, à Guimarães  ou Veiga de Creixomil .

## La bataille
Les seigneurs qui dominent le Comté de Portugal et l'ancien Comté de Coimbra ont développé une identité nationale. Lorsque le comte Henri de Bourgogne meurt le 24 avril 1112, Thérèse de León, sa veuve, gouverne seule le Comté de Portugal en estimant qu'il lui appartient de droit car son père, Alphonse VI de León, lui a donné le territoire au moment de son mariage avec Henri. Elle associe le comte galicien Bermudo Pérez de Traba et son frère Fernando Pérez de Traba au gouvernement. L'influence croissante des comtes galiciens dans le gouvernement du Comté de Portugal provoque une révolte en 1128. Les rebelles choisissent comme chef Alphonse Henriques, fils d'Henri de Bourgogne et de Thérèse de León. Il a le soutien des seigneurs des principales villes portugaises, de l'église locale et de ses habitants pour l'obtention de l'indépendance du pays. Les troupes d'Alphonse Henriques livrent bataille à Campo de São Mamede, près de Guimarães, et plusieurs nobles y participent dont: 
- Alphonse Nunes de Barbosa (1131)
- D. Paio Mendes da Maia (Archevêque de Braga)
- Egas Moniz de Cresconhe
- Egas Moniz de Ribadouro (1108–1146)
- Ermígio Moniz de Ribadouro (1128–1135)
- Fernão Captivo (Alferes-Mor)
- García Soares
- Godinho Fafes de Lanhoso
- Gonçalo Mendes da Maia (O Lidador)
- Gonçalo Mendes de Sousa (1154–1167)
- Nuno Soares Velho (1117–1162)
- Paio Ramires Ramirão
- Sancho Nunes de Barbosa (1114–1169)
- Soeiro Mendes de Sousa (1121–1137)

Les soldats de Thérèse de León et de Fernando Pérez de Traba sont vaincus puis prennent la fuite. Suite à sa victoire, Alphonse Henriques prend le pouvoir et commence l'orientation vers l'indépendance du Portugal ,.

## Conséquence
Avec la défaite de leurs troupes, Thérèse de León et Fernando Pérez de Traba doivent abandonner le gouvernement du comté au profit d'Alphonse Henriques ainsi que de ses partisans. Cela déplaît à l'évêque de Saint-Jacques-de-Compostelle, Diogo Gelmires, qui convoite la domination de ces terres. Thérèse de León a ainsi renoncé à son ambition d'être souveraine du Portugal. Il y a des rumeurs non confirmées selon lesquelles elle aurait été emprisonnée au Château de Lanhoso. Il y a même ceux qui rapportent les malédictions que Thérèse a placées sur son fils Alphonse Henriques .

## Pour en savoir plus
- Anderson, James Maxwell (2000). L'histoire du Portugal online
- Birmingham, David.  Une histoire concise du Portugal  (Cambridge, 1993)
- Grissom, James. (2012)  Portugal - Une brève histoire  extrait et recherche de texte
- Oliveira Marques, A.H. de. Histoire du Portugal: Vol. 1 : de la Lusitanie à l'empire ; Vol. 2 : de l'empire à l'État corporatiste (1972).
- Nowell, Charles E. Une histoire du Portugal (1952) online
- Payne, Stanley G.  Une histoire de l'Espagne et du Portugal  (2 vol 1973) texte intégral en ligne vol 2 après 1700; histoire savante standard; chapitre 23

### Historiographie
- Campos Matos, Sérgio. «Histoire de l'historiographie et de la mémoire nationale au Portugal», «History Compass» (octobre 2012) 10 # 10 pp 765–777.
- de Carvalho Homem, Armando Luis. "AH de Oliveira Marques (1933–2007): Historiographie et Citoyenneté,"  E-Journal d'Histoire Portugaise  (Hiver 2007) 5 # 2 pp 1–9.